# Agatocle II
Agatocle II (in greco antico: Ἀγαθοκλῆς?, Agathŏcles; Siracusa, III secolo a.C. – 289 a.C.) è stato un principe siceliota, figlio del basileus Agatocle e di sua moglie Alchia.
Fu l'erede al trono di Siracusa designato da Agatocle, ma venne assassinato dal nipote del re, Arcagato.

## Origini familiari
Nato dal secondo matrimonio di Agatocle, ebbe una sorella, Lanassa, la quale andò in sposa a Pirro, re d'Epiro. Ebbe inoltre tre fratellastri e una sorellastra nati dagli altri due matrimoni del padre: Arcagato ed Eraclide nati dalla prima moglie ed entrambi morti in Africa, durante la spedizione contro Cartagine, e Teossena d'Egitto ed Arcagato di Libia nati dalla terza moglie, Teossena.
Il fratellastro Arcagato fu il padre di Arcagato junior, suo nipote, nonché suo rivale per il trono.

## Biografia

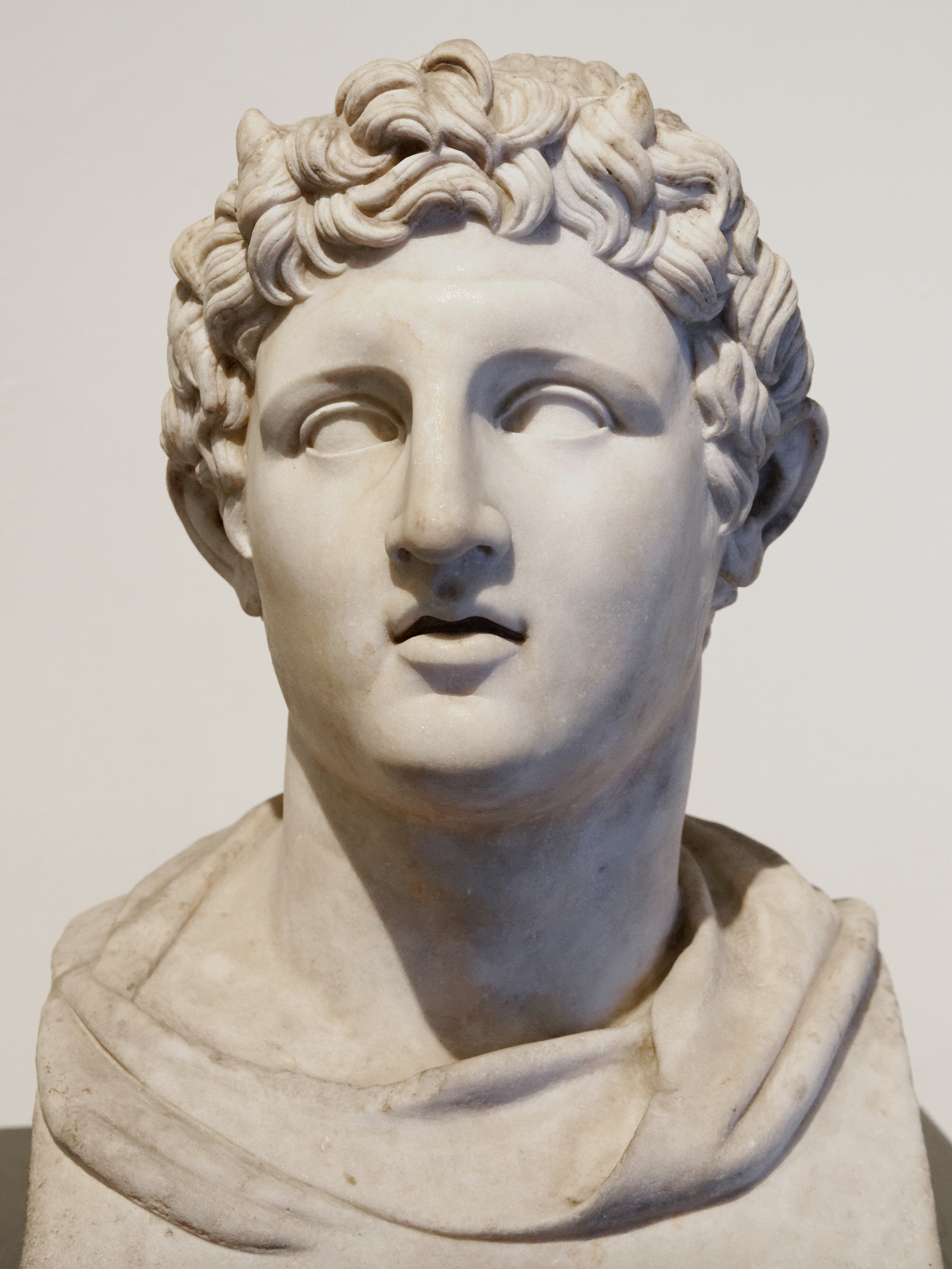
Demetrio Poliorcete accolse Agatocle II alla sua corte e gli riservò tutti gli onori destinati ad un principe ereditario

Di lui si sa pochissimo poiché la narrazione delle antiche fonti è del tutto incentrata sul padre Agatocle fino a quando non si parla della successione al trono: negli ultimi anni Agatocle junior venne condotto alla corte del re di Macedonia Demetrio Poliorcete, il quale lo ricevette con tutti gli onori e gli fece doni grandiosi, cincendolo con una regale veste. Lo scopo di questo viaggio, organizzato da suo padre, era quello di far riconoscere il giovane come legittimo erede al trono di Sicilia.
Agatocle senior portò il giovane davanti al popolo di Siracusa e lo presentò ufficialmente come suo erede. In seguito lo mandò all'accampamento dell'esercito siracusano il quale si trovava in quei frangenti presso la città di Etna sotto il comando del nipote Arcagato. Agatocle senior fece giungere una lettera ad Arcagato con la quale gli ordinava di passare il comando dell'esercito a suo figlio Agatocle junior.
Arcagato si prese quindi di gelosia e architettò un piano per eliminare sia Agatocle senior e sia Agatocle junior. Dopo aver fatto avvelenare il re tramite il suo servitore Menone, condusse con un tranello il giovane Agatocle su di un'isola e qui dopo averlo fatto bere e averlo distratto lo uccise a tradimento.
Il corpo del giovane Agatocle fu portato dal moto delle onde fino alla costa di Siracusa, dove venne raccolto e riconosciuto fu quindi portato a corte da suo padre.
Il re Agatocle, morente, a causa di questo crudele gesto diseredò il nipote Arcagato ed elesse come suo unico erede il popolo di Siracusa, restaurando di fatto la democrazia e ponendo fine alla sua basileia.